# Berthe Villancher
Berthe Villancher (Besançon, 1908 - 2000) foi uma juíza francesa de ginástica.
Pioneira na difusão dos esportes femininos, Berthe ajudou na inserção da fundação da ginástica para a mulher, conhecida hoje - regrada e com competições. Aos 37 anos, tornou-se juíza da modalidade artística feminina, exerceu a função de secretária do Comitê Técnico Internacional de Ginástica Feminina durante oito anos e a de presidente do Comitê por dezesseis anos. Além, Villacher contribuiu para o desenvolvimento da ginástica rítmica, que fez parte da artística até os Jogos de 1956.
Em 1968, problemas com as notas da ginasta Vera Caslavska durante as Olimpíadas da Cidade do México, fizeram Berthe, até então presidente do Comitê, solicitar aos juízes que atribuíssem uma nota mais adequada à apresentação da atleta.
Em 2000, aos 92 anos, Villacher faleceu e, dois anos mais tarde, foi incluída, em memória póstuma, no International Gymnastics Hall of Fame, por promover a difusão da modalidade feminina.